# Benedetto Scotto
Benedetto Scotto (Genova, XVI secolo – XVII secolo) è stato un cartografo, matematico e navigatore italiano.

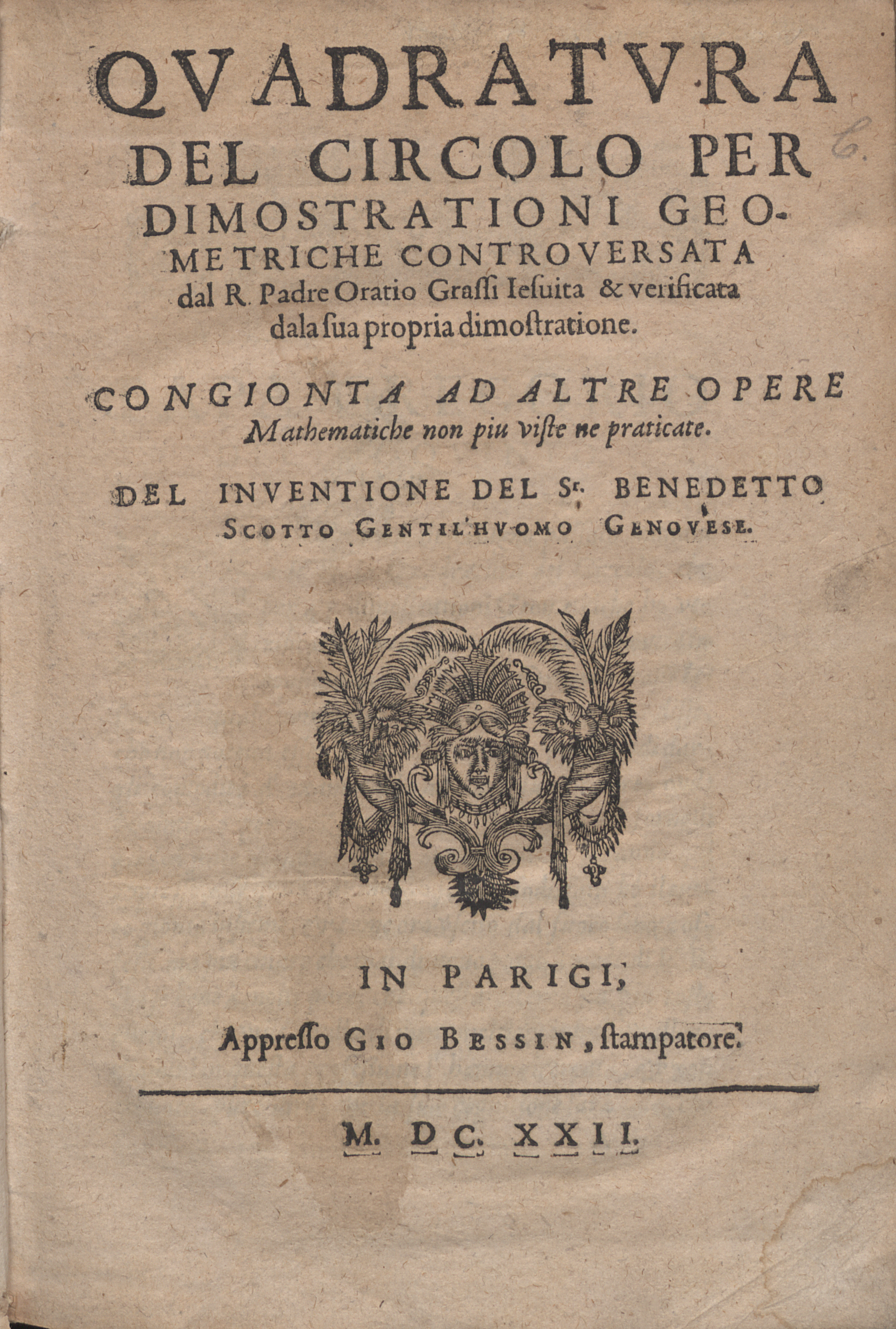
Quadratura del circolo, 1622

Pubblicò un trattato in cui proponeva di raggiungere le Indie attraverso un passaggio a Nord nel Mare Artico.
Le sue opere sulla quadratura del cerchio (1622) e sulla longitudine (1623) furono pubblicate anche in francese.
Tra i suoi scritti, degni di nota sono anche gli "Opuscoli" - pubblicati all'inizio del XVII secolo, che trattano del progetto di raggiungere la Cina e le Indie orientali attraverso la parte settentrionale dell'emisfero boreale.

## Opere
- Quadratura del circolo che per quaranta sette dimostrationi geometriche vien verificata, In Pariggi, Jean Bessin, 1621.
- (LA) Pseudotetragonismou elegkos, seu Refutatio falsae quadrationis circuli, Parisiis, Jean Moreau, 1622.
- Quadratura del circolo, In Parigi, Jean Bessin, 1622.